# Guntung (Koba)
Guntung is een bestuurslaag in het regentschap Bangka Tengah van de provincie Bangka-Belitung, Indonesië. Guntung telt 1003 inwoners (volkstelling 2010).